# Avon Championships of Kansas 1981
L'Avon Championships of Kansas 1981 è stato un torneo di tennis giocato sul sintetico indoor. È stata la 3ª edizione del torneo, che fa parte del WTA Tour 1981. Si è giocato al Kansas Coliseum di Wichita negli Stati Uniti, dal 12 al 18 gennaio 1981.

## Campionesse

### Singolare
Andrea Jaeger ha battuto in finale  Martina Navrátilová con il punteggio di 3–6, 6–3, 7–5

### Doppio
Barbara Potter /  Sharon Walsh hanno battuto in finale  Rosemary Casals /  Wendy Turnbull con il punteggio di 6–2, 7–6